# Sam Loyd
Samuel Loyd (poznatiji kao Sam Loyd) (31. siječnja 1841., Philadelphia, SAD - 10. travnja 1911., New York, SAD) bio je američki šahist, problemist i sastavljač matematičkih zagonetaka. Legenda je svjetske enigmatike.

## Šah
Loyd se od malena počeo baviti šahom. S 9 godina (1850.) osvojio je prvenstvo svog kluba, a prvi problem mu je objavljen kad je imao 14 godina.
Loyd je bio dobar šahist. Sudjelovao je na internacionalnim turnirima, između ostalih i na turniru povodom Svjetske izložbe u Parizu 1867. Njegov najbolji povijesni rejting je bio 2445, srpnja 1870. godine, s kojim je zauzeo 16. mjesto svjetske ljestvice.

## Šahovski i matematički problemi i igre
Kad se mogao uzdržavati zaradom od sastavljanja zagonetaka, posvetio se isključivo problemskom šahu i sastavljanju matematičkih i logičkih problema s paradoksalnim rješenjima, te izmišljanju mehaničkih igračaka, od kojih su neke i danas popularne u cijelome svijetu.
Smatra se klasikom enigmatike, nenadmašivim u prezentiranju zagonetaka na zabavan način. Bio je vrlo plodan suradnik u dnevnim listovima i časopisima. Izdavao je časopis Loyd's Puzzle Magazine, koji je sadržavao isključivo njegove zagonetke. Za života izdao je samo jednu knjigu (Chess Strategy, 1978.), i to s područja šahovske teorije. Tek nakon njegove smrti objavljeno je nekoliko zbiraka zagonetaka, od kojih je najopsežnija "Ciklopedija zagonetaka" (1914.) s preko 5000 zagonetaka.

### Problem Excelsior
|   | a | b | c | d | e | f | g | h |   |
| 8 | a8 black knight · c8 black rook · d8 black bishop · b7 black pawn · f7 black pawn · h7 black pawn · b6 black pawn · b5 white rook · h5 white king · a3 black pawn · e3 black pawn · g3 white pawn · h3 white knight · b2 white pawn · c2 white pawn · e2 white rook · a1 white knight · h1 black king | a8 black knight · c8 black rook · d8 black bishop · b7 black pawn · f7 black pawn · h7 black pawn · b6 black pawn · b5 white rook · h5 white king · a3 black pawn · e3 black pawn · g3 white pawn · h3 white knight · b2 white pawn · c2 white pawn · e2 white rook · a1 white knight · h1 black king | a8 black knight · c8 black rook · d8 black bishop · b7 black pawn · f7 black pawn · h7 black pawn · b6 black pawn · b5 white rook · h5 white king · a3 black pawn · e3 black pawn · g3 white pawn · h3 white knight · b2 white pawn · c2 white pawn · e2 white rook · a1 white knight · h1 black king | a8 black knight · c8 black rook · d8 black bishop · b7 black pawn · f7 black pawn · h7 black pawn · b6 black pawn · b5 white rook · h5 white king · a3 black pawn · e3 black pawn · g3 white pawn · h3 white knight · b2 white pawn · c2 white pawn · e2 white rook · a1 white knight · h1 black king | a8 black knight · c8 black rook · d8 black bishop · b7 black pawn · f7 black pawn · h7 black pawn · b6 black pawn · b5 white rook · h5 white king · a3 black pawn · e3 black pawn · g3 white pawn · h3 white knight · b2 white pawn · c2 white pawn · e2 white rook · a1 white knight · h1 black king | a8 black knight · c8 black rook · d8 black bishop · b7 black pawn · f7 black pawn · h7 black pawn · b6 black pawn · b5 white rook · h5 white king · a3 black pawn · e3 black pawn · g3 white pawn · h3 white knight · b2 white pawn · c2 white pawn · e2 white rook · a1 white knight · h1 black king | a8 black knight · c8 black rook · d8 black bishop · b7 black pawn · f7 black pawn · h7 black pawn · b6 black pawn · b5 white rook · h5 white king · a3 black pawn · e3 black pawn · g3 white pawn · h3 white knight · b2 white pawn · c2 white pawn · e2 white rook · a1 white knight · h1 black king | a8 black knight · c8 black rook · d8 black bishop · b7 black pawn · f7 black pawn · h7 black pawn · b6 black pawn · b5 white rook · h5 white king · a3 black pawn · e3 black pawn · g3 white pawn · h3 white knight · b2 white pawn · c2 white pawn · e2 white rook · a1 white knight · h1 black king | 8 |
| 7 | a8 black knight · c8 black rook · d8 black bishop · b7 black pawn · f7 black pawn · h7 black pawn · b6 black pawn · b5 white rook · h5 white king · a3 black pawn · e3 black pawn · g3 white pawn · h3 white knight · b2 white pawn · c2 white pawn · e2 white rook · a1 white knight · h1 black king | a8 black knight · c8 black rook · d8 black bishop · b7 black pawn · f7 black pawn · h7 black pawn · b6 black pawn · b5 white rook · h5 white king · a3 black pawn · e3 black pawn · g3 white pawn · h3 white knight · b2 white pawn · c2 white pawn · e2 white rook · a1 white knight · h1 black king | a8 black knight · c8 black rook · d8 black bishop · b7 black pawn · f7 black pawn · h7 black pawn · b6 black pawn · b5 white rook · h5 white king · a3 black pawn · e3 black pawn · g3 white pawn · h3 white knight · b2 white pawn · c2 white pawn · e2 white rook · a1 white knight · h1 black king | a8 black knight · c8 black rook · d8 black bishop · b7 black pawn · f7 black pawn · h7 black pawn · b6 black pawn · b5 white rook · h5 white king · a3 black pawn · e3 black pawn · g3 white pawn · h3 white knight · b2 white pawn · c2 white pawn · e2 white rook · a1 white knight · h1 black king | a8 black knight · c8 black rook · d8 black bishop · b7 black pawn · f7 black pawn · h7 black pawn · b6 black pawn · b5 white rook · h5 white king · a3 black pawn · e3 black pawn · g3 white pawn · h3 white knight · b2 white pawn · c2 white pawn · e2 white rook · a1 white knight · h1 black king | a8 black knight · c8 black rook · d8 black bishop · b7 black pawn · f7 black pawn · h7 black pawn · b6 black pawn · b5 white rook · h5 white king · a3 black pawn · e3 black pawn · g3 white pawn · h3 white knight · b2 white pawn · c2 white pawn · e2 white rook · a1 white knight · h1 black king | a8 black knight · c8 black rook · d8 black bishop · b7 black pawn · f7 black pawn · h7 black pawn · b6 black pawn · b5 white rook · h5 white king · a3 black pawn · e3 black pawn · g3 white pawn · h3 white knight · b2 white pawn · c2 white pawn · e2 white rook · a1 white knight · h1 black king | a8 black knight · c8 black rook · d8 black bishop · b7 black pawn · f7 black pawn · h7 black pawn · b6 black pawn · b5 white rook · h5 white king · a3 black pawn · e3 black pawn · g3 white pawn · h3 white knight · b2 white pawn · c2 white pawn · e2 white rook · a1 white knight · h1 black king | 7 |
| 6 | a8 black knight · c8 black rook · d8 black bishop · b7 black pawn · f7 black pawn · h7 black pawn · b6 black pawn · b5 white rook · h5 white king · a3 black pawn · e3 black pawn · g3 white pawn · h3 white knight · b2 white pawn · c2 white pawn · e2 white rook · a1 white knight · h1 black king | a8 black knight · c8 black rook · d8 black bishop · b7 black pawn · f7 black pawn · h7 black pawn · b6 black pawn · b5 white rook · h5 white king · a3 black pawn · e3 black pawn · g3 white pawn · h3 white knight · b2 white pawn · c2 white pawn · e2 white rook · a1 white knight · h1 black king | a8 black knight · c8 black rook · d8 black bishop · b7 black pawn · f7 black pawn · h7 black pawn · b6 black pawn · b5 white rook · h5 white king · a3 black pawn · e3 black pawn · g3 white pawn · h3 white knight · b2 white pawn · c2 white pawn · e2 white rook · a1 white knight · h1 black king | a8 black knight · c8 black rook · d8 black bishop · b7 black pawn · f7 black pawn · h7 black pawn · b6 black pawn · b5 white rook · h5 white king · a3 black pawn · e3 black pawn · g3 white pawn · h3 white knight · b2 white pawn · c2 white pawn · e2 white rook · a1 white knight · h1 black king | a8 black knight · c8 black rook · d8 black bishop · b7 black pawn · f7 black pawn · h7 black pawn · b6 black pawn · b5 white rook · h5 white king · a3 black pawn · e3 black pawn · g3 white pawn · h3 white knight · b2 white pawn · c2 white pawn · e2 white rook · a1 white knight · h1 black king | a8 black knight · c8 black rook · d8 black bishop · b7 black pawn · f7 black pawn · h7 black pawn · b6 black pawn · b5 white rook · h5 white king · a3 black pawn · e3 black pawn · g3 white pawn · h3 white knight · b2 white pawn · c2 white pawn · e2 white rook · a1 white knight · h1 black king | a8 black knight · c8 black rook · d8 black bishop · b7 black pawn · f7 black pawn · h7 black pawn · b6 black pawn · b5 white rook · h5 white king · a3 black pawn · e3 black pawn · g3 white pawn · h3 white knight · b2 white pawn · c2 white pawn · e2 white rook · a1 white knight · h1 black king | a8 black knight · c8 black rook · d8 black bishop · b7 black pawn · f7 black pawn · h7 black pawn · b6 black pawn · b5 white rook · h5 white king · a3 black pawn · e3 black pawn · g3 white pawn · h3 white knight · b2 white pawn · c2 white pawn · e2 white rook · a1 white knight · h1 black king | 6 |
| 5 | a8 black knight · c8 black rook · d8 black bishop · b7 black pawn · f7 black pawn · h7 black pawn · b6 black pawn · b5 white rook · h5 white king · a3 black pawn · e3 black pawn · g3 white pawn · h3 white knight · b2 white pawn · c2 white pawn · e2 white rook · a1 white knight · h1 black king | a8 black knight · c8 black rook · d8 black bishop · b7 black pawn · f7 black pawn · h7 black pawn · b6 black pawn · b5 white rook · h5 white king · a3 black pawn · e3 black pawn · g3 white pawn · h3 white knight · b2 white pawn · c2 white pawn · e2 white rook · a1 white knight · h1 black king | a8 black knight · c8 black rook · d8 black bishop · b7 black pawn · f7 black pawn · h7 black pawn · b6 black pawn · b5 white rook · h5 white king · a3 black pawn · e3 black pawn · g3 white pawn · h3 white knight · b2 white pawn · c2 white pawn · e2 white rook · a1 white knight · h1 black king | a8 black knight · c8 black rook · d8 black bishop · b7 black pawn · f7 black pawn · h7 black pawn · b6 black pawn · b5 white rook · h5 white king · a3 black pawn · e3 black pawn · g3 white pawn · h3 white knight · b2 white pawn · c2 white pawn · e2 white rook · a1 white knight · h1 black king | a8 black knight · c8 black rook · d8 black bishop · b7 black pawn · f7 black pawn · h7 black pawn · b6 black pawn · b5 white rook · h5 white king · a3 black pawn · e3 black pawn · g3 white pawn · h3 white knight · b2 white pawn · c2 white pawn · e2 white rook · a1 white knight · h1 black king | a8 black knight · c8 black rook · d8 black bishop · b7 black pawn · f7 black pawn · h7 black pawn · b6 black pawn · b5 white rook · h5 white king · a3 black pawn · e3 black pawn · g3 white pawn · h3 white knight · b2 white pawn · c2 white pawn · e2 white rook · a1 white knight · h1 black king | a8 black knight · c8 black rook · d8 black bishop · b7 black pawn · f7 black pawn · h7 black pawn · b6 black pawn · b5 white rook · h5 white king · a3 black pawn · e3 black pawn · g3 white pawn · h3 white knight · b2 white pawn · c2 white pawn · e2 white rook · a1 white knight · h1 black king | a8 black knight · c8 black rook · d8 black bishop · b7 black pawn · f7 black pawn · h7 black pawn · b6 black pawn · b5 white rook · h5 white king · a3 black pawn · e3 black pawn · g3 white pawn · h3 white knight · b2 white pawn · c2 white pawn · e2 white rook · a1 white knight · h1 black king | 5 |
| 4 | a8 black knight · c8 black rook · d8 black bishop · b7 black pawn · f7 black pawn · h7 black pawn · b6 black pawn · b5 white rook · h5 white king · a3 black pawn · e3 black pawn · g3 white pawn · h3 white knight · b2 white pawn · c2 white pawn · e2 white rook · a1 white knight · h1 black king | a8 black knight · c8 black rook · d8 black bishop · b7 black pawn · f7 black pawn · h7 black pawn · b6 black pawn · b5 white rook · h5 white king · a3 black pawn · e3 black pawn · g3 white pawn · h3 white knight · b2 white pawn · c2 white pawn · e2 white rook · a1 white knight · h1 black king | a8 black knight · c8 black rook · d8 black bishop · b7 black pawn · f7 black pawn · h7 black pawn · b6 black pawn · b5 white rook · h5 white king · a3 black pawn · e3 black pawn · g3 white pawn · h3 white knight · b2 white pawn · c2 white pawn · e2 white rook · a1 white knight · h1 black king | a8 black knight · c8 black rook · d8 black bishop · b7 black pawn · f7 black pawn · h7 black pawn · b6 black pawn · b5 white rook · h5 white king · a3 black pawn · e3 black pawn · g3 white pawn · h3 white knight · b2 white pawn · c2 white pawn · e2 white rook · a1 white knight · h1 black king | a8 black knight · c8 black rook · d8 black bishop · b7 black pawn · f7 black pawn · h7 black pawn · b6 black pawn · b5 white rook · h5 white king · a3 black pawn · e3 black pawn · g3 white pawn · h3 white knight · b2 white pawn · c2 white pawn · e2 white rook · a1 white knight · h1 black king | a8 black knight · c8 black rook · d8 black bishop · b7 black pawn · f7 black pawn · h7 black pawn · b6 black pawn · b5 white rook · h5 white king · a3 black pawn · e3 black pawn · g3 white pawn · h3 white knight · b2 white pawn · c2 white pawn · e2 white rook · a1 white knight · h1 black king | a8 black knight · c8 black rook · d8 black bishop · b7 black pawn · f7 black pawn · h7 black pawn · b6 black pawn · b5 white rook · h5 white king · a3 black pawn · e3 black pawn · g3 white pawn · h3 white knight · b2 white pawn · c2 white pawn · e2 white rook · a1 white knight · h1 black king | a8 black knight · c8 black rook · d8 black bishop · b7 black pawn · f7 black pawn · h7 black pawn · b6 black pawn · b5 white rook · h5 white king · a3 black pawn · e3 black pawn · g3 white pawn · h3 white knight · b2 white pawn · c2 white pawn · e2 white rook · a1 white knight · h1 black king | 4 |
| 3 | a8 black knight · c8 black rook · d8 black bishop · b7 black pawn · f7 black pawn · h7 black pawn · b6 black pawn · b5 white rook · h5 white king · a3 black pawn · e3 black pawn · g3 white pawn · h3 white knight · b2 white pawn · c2 white pawn · e2 white rook · a1 white knight · h1 black king | a8 black knight · c8 black rook · d8 black bishop · b7 black pawn · f7 black pawn · h7 black pawn · b6 black pawn · b5 white rook · h5 white king · a3 black pawn · e3 black pawn · g3 white pawn · h3 white knight · b2 white pawn · c2 white pawn · e2 white rook · a1 white knight · h1 black king | a8 black knight · c8 black rook · d8 black bishop · b7 black pawn · f7 black pawn · h7 black pawn · b6 black pawn · b5 white rook · h5 white king · a3 black pawn · e3 black pawn · g3 white pawn · h3 white knight · b2 white pawn · c2 white pawn · e2 white rook · a1 white knight · h1 black king | a8 black knight · c8 black rook · d8 black bishop · b7 black pawn · f7 black pawn · h7 black pawn · b6 black pawn · b5 white rook · h5 white king · a3 black pawn · e3 black pawn · g3 white pawn · h3 white knight · b2 white pawn · c2 white pawn · e2 white rook · a1 white knight · h1 black king | a8 black knight · c8 black rook · d8 black bishop · b7 black pawn · f7 black pawn · h7 black pawn · b6 black pawn · b5 white rook · h5 white king · a3 black pawn · e3 black pawn · g3 white pawn · h3 white knight · b2 white pawn · c2 white pawn · e2 white rook · a1 white knight · h1 black king | a8 black knight · c8 black rook · d8 black bishop · b7 black pawn · f7 black pawn · h7 black pawn · b6 black pawn · b5 white rook · h5 white king · a3 black pawn · e3 black pawn · g3 white pawn · h3 white knight · b2 white pawn · c2 white pawn · e2 white rook · a1 white knight · h1 black king | a8 black knight · c8 black rook · d8 black bishop · b7 black pawn · f7 black pawn · h7 black pawn · b6 black pawn · b5 white rook · h5 white king · a3 black pawn · e3 black pawn · g3 white pawn · h3 white knight · b2 white pawn · c2 white pawn · e2 white rook · a1 white knight · h1 black king | a8 black knight · c8 black rook · d8 black bishop · b7 black pawn · f7 black pawn · h7 black pawn · b6 black pawn · b5 white rook · h5 white king · a3 black pawn · e3 black pawn · g3 white pawn · h3 white knight · b2 white pawn · c2 white pawn · e2 white rook · a1 white knight · h1 black king | 3 |
| 2 | a8 black knight · c8 black rook · d8 black bishop · b7 black pawn · f7 black pawn · h7 black pawn · b6 black pawn · b5 white rook · h5 white king · a3 black pawn · e3 black pawn · g3 white pawn · h3 white knight · b2 white pawn · c2 white pawn · e2 white rook · a1 white knight · h1 black king | a8 black knight · c8 black rook · d8 black bishop · b7 black pawn · f7 black pawn · h7 black pawn · b6 black pawn · b5 white rook · h5 white king · a3 black pawn · e3 black pawn · g3 white pawn · h3 white knight · b2 white pawn · c2 white pawn · e2 white rook · a1 white knight · h1 black king | a8 black knight · c8 black rook · d8 black bishop · b7 black pawn · f7 black pawn · h7 black pawn · b6 black pawn · b5 white rook · h5 white king · a3 black pawn · e3 black pawn · g3 white pawn · h3 white knight · b2 white pawn · c2 white pawn · e2 white rook · a1 white knight · h1 black king | a8 black knight · c8 black rook · d8 black bishop · b7 black pawn · f7 black pawn · h7 black pawn · b6 black pawn · b5 white rook · h5 white king · a3 black pawn · e3 black pawn · g3 white pawn · h3 white knight · b2 white pawn · c2 white pawn · e2 white rook · a1 white knight · h1 black king | a8 black knight · c8 black rook · d8 black bishop · b7 black pawn · f7 black pawn · h7 black pawn · b6 black pawn · b5 white rook · h5 white king · a3 black pawn · e3 black pawn · g3 white pawn · h3 white knight · b2 white pawn · c2 white pawn · e2 white rook · a1 white knight · h1 black king | a8 black knight · c8 black rook · d8 black bishop · b7 black pawn · f7 black pawn · h7 black pawn · b6 black pawn · b5 white rook · h5 white king · a3 black pawn · e3 black pawn · g3 white pawn · h3 white knight · b2 white pawn · c2 white pawn · e2 white rook · a1 white knight · h1 black king | a8 black knight · c8 black rook · d8 black bishop · b7 black pawn · f7 black pawn · h7 black pawn · b6 black pawn · b5 white rook · h5 white king · a3 black pawn · e3 black pawn · g3 white pawn · h3 white knight · b2 white pawn · c2 white pawn · e2 white rook · a1 white knight · h1 black king | a8 black knight · c8 black rook · d8 black bishop · b7 black pawn · f7 black pawn · h7 black pawn · b6 black pawn · b5 white rook · h5 white king · a3 black pawn · e3 black pawn · g3 white pawn · h3 white knight · b2 white pawn · c2 white pawn · e2 white rook · a1 white knight · h1 black king | 2 |
| 1 | a8 black knight · c8 black rook · d8 black bishop · b7 black pawn · f7 black pawn · h7 black pawn · b6 black pawn · b5 white rook · h5 white king · a3 black pawn · e3 black pawn · g3 white pawn · h3 white knight · b2 white pawn · c2 white pawn · e2 white rook · a1 white knight · h1 black king | a8 black knight · c8 black rook · d8 black bishop · b7 black pawn · f7 black pawn · h7 black pawn · b6 black pawn · b5 white rook · h5 white king · a3 black pawn · e3 black pawn · g3 white pawn · h3 white knight · b2 white pawn · c2 white pawn · e2 white rook · a1 white knight · h1 black king | a8 black knight · c8 black rook · d8 black bishop · b7 black pawn · f7 black pawn · h7 black pawn · b6 black pawn · b5 white rook · h5 white king · a3 black pawn · e3 black pawn · g3 white pawn · h3 white knight · b2 white pawn · c2 white pawn · e2 white rook · a1 white knight · h1 black king | a8 black knight · c8 black rook · d8 black bishop · b7 black pawn · f7 black pawn · h7 black pawn · b6 black pawn · b5 white rook · h5 white king · a3 black pawn · e3 black pawn · g3 white pawn · h3 white knight · b2 white pawn · c2 white pawn · e2 white rook · a1 white knight · h1 black king | a8 black knight · c8 black rook · d8 black bishop · b7 black pawn · f7 black pawn · h7 black pawn · b6 black pawn · b5 white rook · h5 white king · a3 black pawn · e3 black pawn · g3 white pawn · h3 white knight · b2 white pawn · c2 white pawn · e2 white rook · a1 white knight · h1 black king | a8 black knight · c8 black rook · d8 black bishop · b7 black pawn · f7 black pawn · h7 black pawn · b6 black pawn · b5 white rook · h5 white king · a3 black pawn · e3 black pawn · g3 white pawn · h3 white knight · b2 white pawn · c2 white pawn · e2 white rook · a1 white knight · h1 black king | a8 black knight · c8 black rook · d8 black bishop · b7 black pawn · f7 black pawn · h7 black pawn · b6 black pawn · b5 white rook · h5 white king · a3 black pawn · e3 black pawn · g3 white pawn · h3 white knight · b2 white pawn · c2 white pawn · e2 white rook · a1 white knight · h1 black king | a8 black knight · c8 black rook · d8 black bishop · b7 black pawn · f7 black pawn · h7 black pawn · b6 black pawn · b5 white rook · h5 white king · a3 black pawn · e3 black pawn · g3 white pawn · h3 white knight · b2 white pawn · c2 white pawn · e2 white rook · a1 white knight · h1 black king | 1 |
|   | a | b | c | d | e | f | g | h |   |

| Rješenje | Rješenje |
| --- | -------- |
| |          |
| Bijeli bi rado htio preko Td5 matirati na Td1. Crni bi to odmah spriječio potezom Tc5, vezujući bijelog topa (ne smije se pomaknut zbog otkrivanje šaha). Zato bijeli vuče zbog preuzimanja kontrole nad poljem c5. Crni je prisiljen žrtvovati svoga topa Sada prijeti mat preko Tb1. Zato crni mora igrati Ako bi crni nosio pješaka, slijedio bi Tf5, s neobranjivim matom na f1. Jedina mogućnost odgode je da bi ga kasnije podmetnuo na f4 (ili nakon Td5 Lxg3 Td1+ na e1). Slijedi i na bilo koji potez crnog bijeli promovira pješaka i daje mat |          |

| Rješenje | Rješenje |
| --- | -------- |
| |          |
| Bijeli bi rado htio preko Td5 matirati na Td1. Crni bi to odmah spriječio potezom Tc5, vezujući bijelog topa (ne smije se pomaknut zbog otkrivanje šaha). Zato bijeli vuče zbog preuzimanja kontrole nad poljem c5. Crni je prisiljen žrtvovati svoga topa Sada prijeti mat preko Tb1. Zato crni mora igrati Ako bi crni nosio pješaka, slijedio bi Tf5, s neobranjivim matom na f1. Jedina mogućnost odgode je da bi ga kasnije podmetnuo na f4 (ili nakon Td5 Lxg3 Td1+ na e1). Slijedi i na bilo koji potez crnog bijeli promovira pješaka i daje mat |          |

### 14-15
Loydova najpoznatija zagonetka je "14-15" (poznata i kao "Igra 15"), kvadratna ploča sa 16 polja, od kojih je 15 popunjeno pomičnim pločicama. Pločice treba presložiti u ispravan niz od 1 do 15. Objavio ju je 1870. i stekla je veliku popularnost, zahvaljujući ponuđenoj nagradi od 1000 dolara za njeno rješenje. Matematičari su dokazali da originalna igra nema rješenje.
Prema novijim istraživanjima igru nije izmislio Loyd, već američki poštar Noyes Palmer Chapman.
|                                     |                    |
| Početni položaj nerješive zagonetke | Riješena zagonetka |

### Problemi iz geometrije
Problemi iz geometrije su vrlo česti kod Loyda. Sljedeći primjeri su pojednostavljeni - kod Loyda su to uvijek uvodne duhovite priče:
| Rješenje | Rješenje |
| -------- | -------- |
|          |          |
|          |          |

| Rješenje | Rješenje |
| -------- | -------- |
|          |          |
|          |          |

| Rješenje | Rješenje |
| -------- | -------- |
|          |          |
|          |          |

| Rješenje | Rješenje |
| -------- | -------- |
|          |          |
|          |          |